# Golzow (Chorin)
Golzow is een plaats in de Duitse gemeente Chorin, deelstaat Brandenburg, en telt 626 inwoners (2006).